# Demoner (film)
Demoner är en svensk dramafilm från 1986 med regi och manus av Carsten Brandt. I rollerna ses Ewa Fröling, Lars Green, Björn Granath och Pia Oscarsson.

## Om filmen
Filmens förlaga var pjäsen Demoner av Lars Norén, skriven 1978 och uruppförd den 28 april 1984 på Stockholms Stadsteaters lilla scen. Bo Jonsson och Brandt diskuterade ett filmsamarbete och Norén föreslog då nyskrivna Demoner. Enligt en överenskommelse skulle Brandt först sätta upp pjäsen på Stockholms Stadsteater och därefter skulle Norén skriva filmmanuset. Arbetet med pjäsuppsättningen kom dock att ta mycket energi i anspråk hos Norén och när det var dags att skriva filmmanus drog han sig ur. Således skrevs manuset av Brandt, men grundstommen i Noréns pjäs fanns kvar.
Filmen spelades in med Jonsson som producent och Göran Nilsson som fotograf. Den hade premiär den 5 september på biografer i Stockholm, Göteborg och Malmö och är 120 minuter lång.
För sina insatser i filmen nominerades Fröling till en Guldbagge 1987 i kategorin "bästa skådespelerska". Hon vann även pris i samma kategori vid Rouens filmfestival 1988.

## Handling
Filmen handlar om paret Katarina och Frank som grälar. Deras grannar Thomas och Jenna dras in bråket.

## Rollista
- Ewa Fröling – Katarina
- Lars Green – Frank
- Björn Granath – Thomas
- Pia Oscarsson – Jenna

### Fotnoter
1. 1 2 3 4 5  ”Demoner”. Svensk Filmdatabas. http://sfi.se/sv/svensk-filmdatabas/Item/?itemid=14743&type=MOVIE&iv=Basic&ref=/templates/SwedishFilmSearchResult.aspx?id%3d1225%26epslanguage%3dsv%26searchword%3ddemoner%26type%3dMovieTitle%26match%3dIdentical%26page%3d1%26prom%3dFalse. Läst 19 maj 2013.